# Уизер (Айдахо)
Уизер (англ. Weiser) — город и административный центр округа Вашингтон  американского штата Айдахо. Город расположен в месте слияния реки Уизер  с рекой Снейк, которая отмечает границу с Орегоном. Население составляло 5507 человек по переписи 2010 года.

## Население
| 2010 | 2020  |
| ---- | ----- |
| 5507 | ↗5630 |